# JR貨物24A形コンテナ
JR貨物24A形コンテナ（JRかもつ24Aがたコンテナ）は、日本貨物鉄道（JR貨物）が開発し、旧東急車輛にて製造された15 ft有蓋コンテナである。

## 概要
本形式は、2001年（平成13年）に日本初の15 ftコンテナとして東急車輛製造大阪製作所にて10個製造された。従来に無いサイズの為コンテナ貨車も新規にコキ110形が同年度に5両製作された。また他のコキ100系貨車に積載するためにはアダプターコンテナであるM12B形を使用すれば積載可能であるが積載効率は下がった。従って本コンテナを使用して鉄道輸送するには運用上の煩わしさがあった。
両側側面扉二方開きで、外法寸法は高さ2,500 mm、幅2,450 mm、長さ4,650 mm。内法寸法は高さ2,236 mm、幅2,318 mm、長さ4,452 mm。内容積は23.6 m3。最大積載重量は8 t。

## 現状
2012年（平成24年）3月　登録されていた全てのコンテナが除籍となり形式消滅した。